# Фущани
Фущани (на гръцки: Φούστανη, Фустани) е село в Егейска Македония, Гърция, в дем Мъглен (Алмопия) на административна област Централна Македония.

## География
Селото се намира на 300 m надморска височина на 13 km северно от Къпиняни, в северната част на котловината Мъглен (Моглена). Землището на селото е 4000 декара обработваема земя и 7000 декара пасища, които обаче слабо се използват. 3000 декара се напояват и са засдени с лозя за десертно грозде и с овошни дървета..

## История

### Етимология
Йордан Заимов смята, че първоначалната форма на името е Хвощане.

### Средновековие
Селото се споменава като Хощяни (Χόστιανη) в 1086 година, когато е дадено на Леон Кефала като награда за делата му при обсадата на Лариса от норманите.

### В Османската империя
Селото е седалище на Оливеровата нахия в XV век и по-късно на Фущанската каза. В него се провежда пазар, на който идват хора от Мъглен, Воденско, Гумендженско, Гевгелийско и дори от полските села на Въртокопско и Ениджевардарско.
В 1889 година Стефан Веркович (Топографическо-этнографическій очеркъ Македоніи) пише за Фущани:
| „ | Главен център на Мъгленската каза е градчето Фущяни, разположено в източното подножие на Кожю. То е населено с мюсюлмани и помаци, чийто разговорен език е българският. Във Фущяни има 300 къщи, 242 нуфузи, които плащат 13039 пиастри данък... Цялата земя в това градче принадлежи на мюсюлманите, а местните християни се занимават с производство на платове и наемат къщи от турците... И мюсюлманите и християните говорят на български. | “ |

Съгласно статистиката на Васил Кънчов („Македония. Етнография и статистика“) към 1900 година във Фуштани живеят 650 българи християни и 1750 българи мохамедани. Теодор Капидан също определя Фущани като българско село.
Екзархийската статистика за Воденската каза от 1912 година сочи Фущани с 80 жители българи християни и 2186 българи мюсюлмани.

### В Гърция
През Балканската война в 1912 година селото е окупирано от гръцки части и остава в Гърция след Междусъюзническата война в 1913 година. Боривое Милоевич пише в 1921 година („Южна Македония“), че Фущане (Фуштане) има 367 къщи славяни мохамедани и 17 къщи цигани християни.
В 1924 година мюсюлманското му население се изселва в Турция и на негово място са настанени малоазийски и тракийски гърци, бежанци от Турция. Според преброяването от 1928 година селото е смесено местно-бежанско с 249 бежански семейства и 1042 души. Според други данни в 1928 година в селото има 1160 жители, от които 1008 бежанци и 152 местни.
По време на Втората световна война от декември 1943 до април 1944 година в селото е разположен Главният щаб на Народоосвободителната армия и партизанските отряди на Македония. Тук е формирана и Втора македонска ударна бригада, провежда се комунистическо съвещание и младежки конгрес. При Фущани партизаните нанасят тежки загуби на германски части.
В 1981 година селото има 651 жители. В 1991 година има 583 жители. Според изследване от 1993 година селото е смесено бежанско-„славофонско“ като „македонският език“ в него е запазен на средно ниво, а турският - слабо.
| Име      | Име      | Ново име  | Ново име  | Описание             |
| -------- | -------- | --------- | --------- | -------------------- |
| Раковица | Ράκοβιτς | Каравидия | Καραβίδια | река на И от Фущани  |
| Зимовни  | Ζημόβι   | Химадио   | Χειμαδιό  | връх на СИ от Фущани |

| Година    | 1913 | 1920 | 1928 | 1940 | 1951 | 1961 | 1971 | 1981 | 1991 | 2001 | 2011 | 2021 |
| --------- | ---- | ---- | ---- | ---- | ---- | ---- | ---- | ---- | ---- | ---- | ---- | ---- |
| Население | 1955 | 1724 | 1160 | 1311 | 776  | 955  | 793  | 651  | 583  | 542  | 454  | 333  |